# Wz. 1989縞瑪瑙卡賓槍
Skbk wz. 1989 Onyks（波蘭語：Onyks，意為：縞瑪瑙）是一款由波兰位於拉多姆的槍械製造商阿切爾武器工廠（現稱：Fabryka Broni Łucznik）在1980年代設計和生產的卡宾枪，是Kbs wz. 1988「鉭」的短槍管輕量化型，也可說是AKS-74U的波兰本土生產型，發射5.45×39毫米苏联口徑步枪子弹。

## 研發歷史
1989年，在波蘭國防部的要求下，位於拉多姆、政府所有的研究及開發中心（Ośrodek Badawczo-Rozwojowy，OBR），正式開始新型卡賓槍的設計工作。同年，武器的技術規格得到確認，工廠測試在當年年底進行。直到1990年，他倆才獲得生產第一批原型槍的許可；次年在一系列的軍用資格中進行了評估；結果1993年，同樣位於拉多姆的阿切爾武器工廠收到了初始先行生產批次的訂單。
「縞瑪瑙」卡賓槍是由B. Szpaderski領導的團隊，與團隊首席工程師是K·斯蒂琴斯基和E·威索基所創建的。到了最後，「縞瑪瑙」仍然是原型槍，從未踏出研發階段。「縞瑪瑙」的設計在於裝備空降步兵、警察和軍隊特種作戰部隊和車輛、機組乘員。

## 設計細節
「縞瑪瑙」卡賓槍具有與「鉭」式步槍相同的設計佈局、操作系統、閉鎖機構，以及採用相同類型的彈藥，主要修改包括以下多個部件：槍管、槍機機框、導氣活塞、活塞連桿、前護木、隔熱罩筒、膛口裝置和機械瞄具。
「縞瑪瑙」卡賓槍的槍管長度比「鉭」式步槍要短216毫米（8.50英寸；即是一半稍多），而且裝有不同類型的槍口裝置。由於槍管長度大幅縮短，該裝置主要用於減少槍口焰，但也可用以安裝和發射槍榴彈。在槍口裝置的末端具有圓錐形消焰器，在其錐形的外表面上具有保持定位彈簧和兩個套環，用於安裝和制導槍榴彈。
「縞瑪瑙」卡賓槍具有源於「鉭」式步槍的槍機機框，但其導氣活連塞桿明顯縮短。此外，導氣活塞和頂部隔熱罩都相應縮短，以適應縮短的導氣系統。
「縞瑪瑙」卡賓槍也裝有與「鉭」式步槍不同，而是從照門重新設計的瞄準裝置。開放式翻轉型瞄準具安裝在延伸的瞄準鏡導軌的後部，分劃設置為100—200米和400米，並且由鉚接到照門基座的護耳所保護。瞄準具有兩個設置，分別是“1 i 2”和“4”，分別對應100—200米和400米射程。翻轉型瞄準具以彈簧棘爪鎖定位置。可調節的柱狀準星藉由擰入安裝在導氣箍以上的準星基座之中。「縞瑪瑙」可以安裝與「鉭」式所使用的類似的氚光夜間瞄準具。切入瞄準具導軌兩側的凹槽用於安裝光學瞄準鏡。
專門為「縞瑪瑙」而設計的木材或合成材料製成的護木以類似於「鉭」式步槍的護木的方式裝上。
隨「縞瑪瑙」卡賓槍提供的標準配置包括：三個備用彈匣、四條15發彈夾條（用以為彈匣快速裝彈）、彈夾條聯結器、清潔套件、潤滑油瓶、清潔棒（與「鉭」式步槍將其一部份設在槍管以下不同，存放在清潔套件小袋之中）和槍背帶。另一個與「鉭」式的不同之處，在於「縞瑪瑙」與刺刀、兩腳架和／或Wz. 1974「鈀」式槍掛榴彈發射器並不相容。

## 資料來源
1. 1 2 3  Woźniak, Ryszard. Encyklopedia najnowszej broni palnej - tom 3 M-P. Bellona. 2002. p.197
2. 1 2  Woźniak, Ryszard. Encyklopedia najnowszej broni palnej – tom 3 M-P. Bellona. 2002. p.198

Wozniak, Ryszard. . . Warsaw, Poland: Bellona. 2002. ISBN 83-11-09311-3.

## 外部連結
- （英文）—Fabryka Broni "Łucznik" Radom home page （页面存档备份，存于）
- （简体中文）—D boy Gun World（槍炮世界）—Tantal系列步枪 （页面存档备份，存于）